# Cimdenieki
Cimdenieki  település  Lettország Grobiņa  tájegységén, Liepāja közelében. A településen az Ālande folyó folyik keresztül. A falu határában van egyetlen nevezetessége, a Liepāja Nemzetközi Repülőtér. 2006-ban lakossága 448 fő volt.